# ناحیه فیربانکس، شهرستان سنت لوئیس، مینه سوتا
ناحیه فیربانکس (به انگلیسی: Fairbanks Township) یک منطقهٔ مسکونی در ایالات متحده آمریکا است که در شهرستان سنت لوئیس، مینه‌سوتا واقع شده‌است.
 ناحیه فیربانکس ۱۸۶٫۳ کیلومتر مربع مساحت و ۶۳ نفر جمعیت دارد و ۴۷۹ متر بالاتر از سطح دریا واقع شده‌است.